# واویلف ۲۸۶۲
سیارک ۲۸۶۲ (به انگلیسی: 2862 Vavilov، نامگذاری:1977JP) دو هزار و هشتصد و شصت و دومین سیارک کشف شده‌است که در ۱۵ مه ۱۹۷۷ کشف شد.
قدر مطلق سیارک برابر ۱۲٫۸۰ است.